# سرعت فریبنده
«سرعت فریبنده» (به انگلیسی: Speed Demon) ترانه‌ای از مایکل جکسون است که در هفتمین آلبوم استودیویی وی با نام بــد منتشر شد. متن این ترانه دربارهٔ سرعت است. این آهنگ توسط جکسون سروده، آهنگسازی شده و تهیه‌کنندگی مشترک با کوئینسی جونز است. «سرعت فریبنده» یک آهنگ فانک راک است که شعر آن مربوط به رانندگی سریع است. این آهنگ در ۴ سپتامبر ۱۹۸۸ به عنوان یک تک‌آهنگ تبلیغاتی برای آلبوم و فیلم مون‌واکر در سال ۱۹۸۸ منتشر شد. این آهنگ نقدهای متفاوتی از منتقدان معاصر دریافت کرد.
همچنین جکسون هیچ‌گاه این آهنگ را در تور بد و دیگر تورهایش اجرا نکرد.

## موزیک ویدئو
جکسون یک ویدئوی تبلیغاتی برای این آهنگ در مارس ۱۹۸۸ در استودیو برادران وارنر، بربنک فیلمبرداری کرد. این ویدئو اولین بار به‌عنوان یک بخش در فیلم گلچین مون‌واکر (۱۹۸۸) دیده می‌شود. به کارگردانی ویل وینتون، ویدئو توسط وینتون، جری کرامر، مایکل جکسون و فرانک دیلیو تولید شد.
با شروع ویدئو، جکسون سعی می‌کند از طرفداران و مصاحبه‌کنندگان بیش از حد سِمِج دوری کند و خود را در قالب خرگوشی به نام اسپایک درآورد. با این حال، او به عنوان آلتر ایگوی، طرفداران را تشویق می‌کند تا او را تعقیب کنند. در طول تعقیب و گریز، او به چهره‌های مشهور دیگری تبدیل می‌شود، از جمله سیلوستر استالونه، تینا ترنر و پی وی هرمان. پس از این‌که در نهایت دیگر او را دنبال نکردند، لباس مبدل خود را برمی‌دارد، که زنده می‌شود و او را به رقص دعوت می‌کند. در حالی که رقص دو نفر به پایان می‌رسد، یک افسر پلیس (که توسط کلنسی براون به تصویر کشیده شده) نزدیک می‌شود و علامت «رقص ممنوع» را نشان می‌دهد. جکسون سعی می‌کند همه چیز را توضیح دهد، اما اسپایک ناپدید شده است. افسر به طعنه نشان می‌دهد که به «خودنویس» جکسون در یک برگه تخلف نیاز دارد، که جکسون با بی‌میلی ارائه می‌دهد. افسر می‌رود و در حالی که جکسون برای انجام همین کار آماده می‌شود، یک صخره سنگی در دوردست به سر اسپایک تبدیل می‌شود. جکسون و صخره به هم لبخند می‌زنند.
دنیس هانت از لس آنجلس تایمز در نقد خود از مون‌واکر اظهار داشت که این ویدئو (همراه با ویدیوهای «بد» و «حسی که به من می‌دهی») «شیک، خوش ساخت و گران‌قیمت است». او با این وجود احساس می‌کرد که این بخش‌ها در مجموع «هنوز فقط موزیک ویدئو» هستند، و همچنین بیان می‌کند که آن‌ها «حتی به شیوه‌ای خاص تخیلی به هم متصل نشده‌اند». در سال ۲۰۱۰، نسخه طولانی موزیک ویدئو در جعبه مجموعه ویژن مایکل جکسون منتشر شد.